# Hedvallen
Hedvallen är en bandybana i Karlsbyheden i Falu kommun. Den konstfrusna banan invigdes officiellt den 22 februari 2008, men hade då redan varit hemmaplan för Karlsbyhedens IK sedan säsongen 2007/2008 började.
På Hedvallen spelades matcher under världsmästerskapet i bandy för damer 2008.

### Fotnoter
1. ↑  Erik Jonsson (15 februari 2008). ”Tungviktsmöte i Dam-VM”. Svenska bandyförbundet. Arkiverad från originalet den 7 april 2016. https://web.archive.org/web/20160407080003/http://www.svenskbandy.se/LANDSLAG/DAMLANDSLAGET/SASONGEN200708/VMiDalarna2008/tungviktsmoteiDam-VM/. Läst 3 januari 2016.
2. ↑  Erik Jonsson (15 februari 2008). ”Gladbandy på Hedvallen”. Svenska bandyförbundet. Arkiverad från originalet den 7 april 2016. https://web.archive.org/web/20160407045025/http://www.svenskbandy.se/LANDSLAG/DAMLANDSLAGET/SASONGEN200708/VMiDalarna2008/gladbandypaHedvallen/. Läst 3 januari 2016.